# Суперкубок Оману з футболу 2018
Суперкубок Оману з футболу 2018  — 18-й розіграш турніру. Матч відбувся 10 серпня 2018 року між чемпіоном Оману клубом Ес-Сувайк та володарем кубка Оману клубом Ан-Наср.
| Володар Суперкубка Оману 2018 |
| ----------------------------- |
|                               |
| Ан-Наср Перший титул          |

## Матч

### Деталі
| 10 серпня 2018 18:00 (EEST) |

| Ес-Сувайк | 0:0 пен. 2:4 | Ан-Наср |
| --------- | ------------ | ------- |
|           |              |         |

| Ель-Саада, Салала |